# 平和のバラ園
平和のバラ園（へいわのバラえん）は、大阪府吹田市の万博記念公園内にある庭園。

## 概要
1970年の日本万国博覧会（大阪万博）開催時に造成され敷地面積は約6000平方メートルある。万博記念公園の文化ゾーンの中心にあり隣接する施設としては、北に日本庭園、西に国立民族学博物館、東に大阪日本民藝館、南に太陽の塔と挟む形で万博記念公園日本庭園前駐車場（旧万博記念美術館跡)、現在も万博当時の大屋根の一部があるお祭り広場がある。世界9ヵ国(ベルギー、カナダ、ドイツ、フランス、ニュージーランド、デンマーク、イギリス、アメリカ、日本その中で現在ニュージーランドを除き代わりにオランダが作出)から寄贈された希少な品種などのバラ約140品種・約5600株があり、カナダ政府からモントリオール万国博覧会で寄贈されたカエデの木が植えられている。植えられている薔薇の品種の中には、薔薇の中でも最高傑作といわれる「ピース」や、バラの名門メーカーのディクソン社（英語版）が博覧会前の1967年に美智子妃に捧げた「プリンセス・ミチコ」と「アイリッシュ・ミスト」などがある。そして毎年5月から6月上旬ぐらいにかけて「ローズフェスタ」と呼ばれる薔薇鑑賞のイベントを行っている。又、2019年4月1日に大規模なリニューアル工事を行い蔓薔薇のアーチや日本オリジナルの薔薇の品種を植えた「ジャパニーズローズガーデン」と名付けた新たな区画を加えた。

## 天の池
博覧会開催当時、園内の東寄りには「天の池」という池があった。池には、イサム・ノグチ制作の「月の世界」と称する噴水があり、回転しながら上昇下降する機構が組み込まれた直径4メートルの球体のモニュメント（アルキャスト張り）が設置されていた。現在もバラ園の上段中央にその球体のモニュメントが設置され見ることができる。